# Magnetron

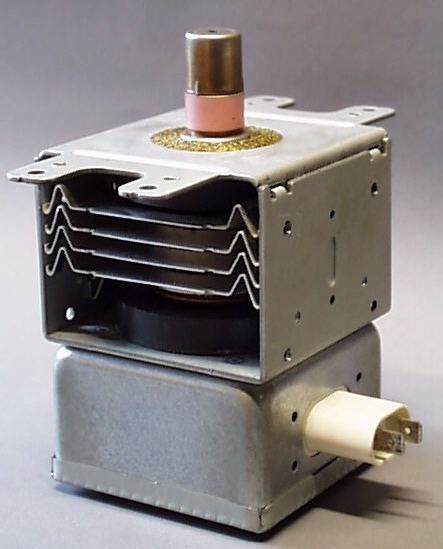
Magnetron wraz z magnesami z kuchenki mikrofalowej

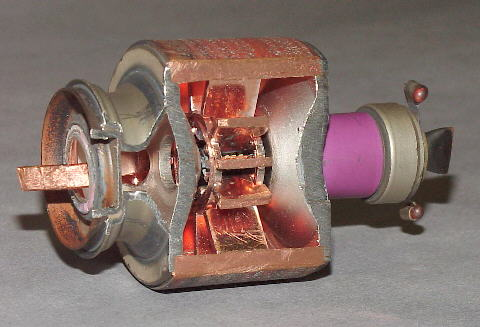
Przekrój magnetronu

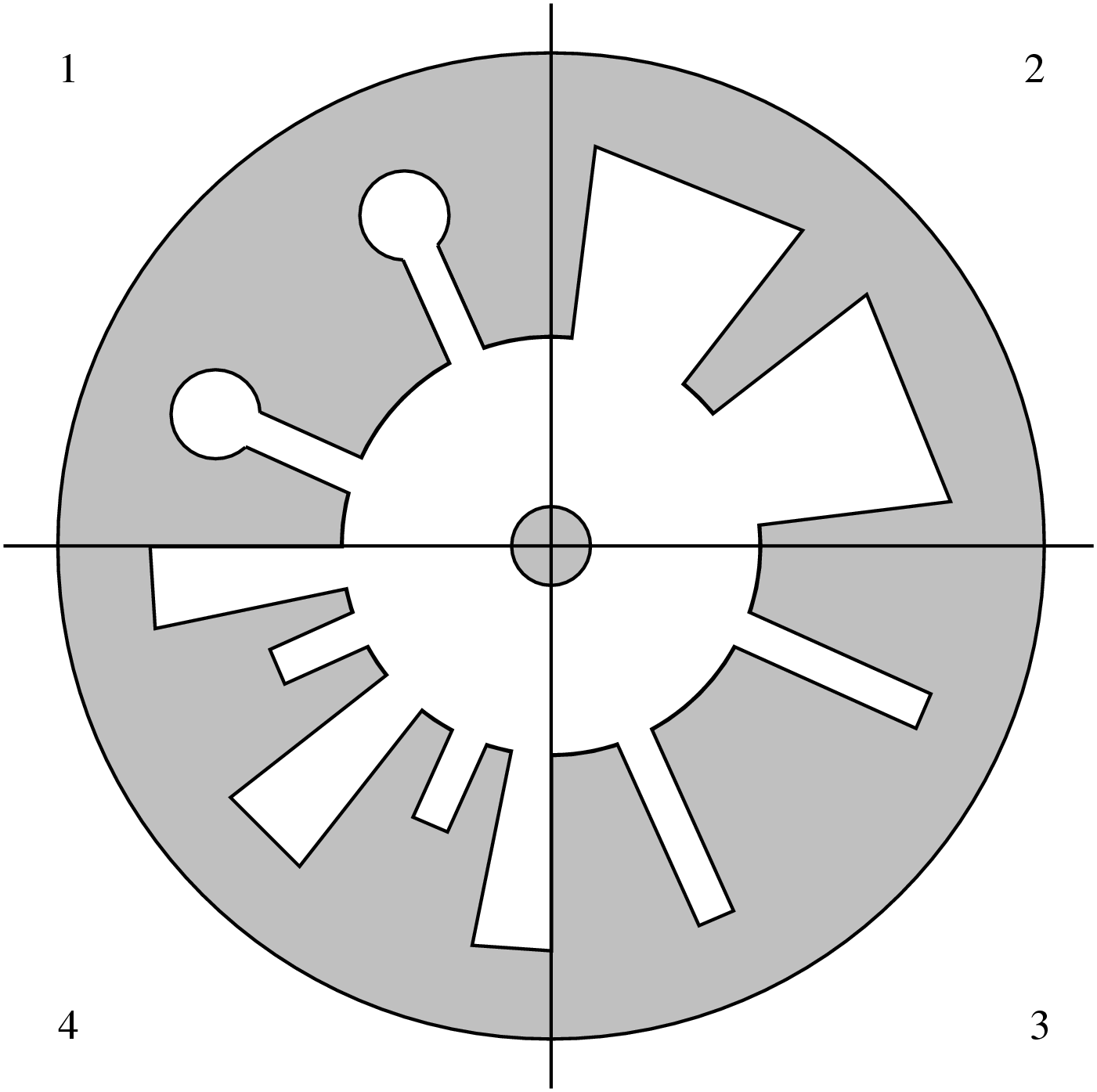
Przekrój przez blok anodowy – części 1-4 przedstawiają różne kształty komór

Magnetron – lampa mikrofalowa, samowzbudne urządzenie oscylacyjne oparte na zjawisku rezonansu, które przetwarza wejściową energię prądu stałego na energię elektromagnetyczną wysokiej częstotliwości. Przetwarzanie energii odbywa się w specjalnie ukształtowanej komorze anodowej umieszczonej w silnym polu magnetycznym. Elektrony emitowane przez katodę przyciągane są przez anodę, tor i ich prędkość modyfikowane są przez pole magnetyczne i kształt komory anodowej. W efekcie magnetrony emitują promieniowanie mikrofalowe.
Magnetron zwykle zrealizowany jest w postaci lampy elektronowej i znalazł zastosowanie w takich urządzeniach, jak kuchenka mikrofalowa czy radar.

## Historia
Pierwowzór magnetronu został wynaleziony w USA w 1920 r. przez Alberta Hulla. Wśród naukowców pracujących nad magnetronem był Janusz Groszkowski, który wraz ze swym najbliższym współpracownikiem, Stanisławem Ryżką, zastosował po raz pierwszy na świecie katodę tlenkową, a w 1939 r. skonstruował (także jako pierwszy na świecie) magnetron metalowy z obwodami wewnętrznymi, katodą tlenkową i korpusem chłodzonym olejem. Wyniki tych prac przyczyniły się do skonstruowania magnetronu wielorezonatorowego (synchronicznego) w 1940 r. w Anglii przez Johna Randalla i Harry'ego Boota.

## Budowa i zasada działania
Najważniejszą częścią magnetronu jest blok anodowy, którego kształt określa tor elektronów, czyli częstotliwość drgań. Blok  ma kształt pierścienia z wnękami po stronie wewnętrznej, nazywanych rezonatorami. Taki magnetron nazywany jest magnetronem wnękowym. Stosowane są różne rodzaje bloków anodowych, gdzie kształt i liczba wnęk zależy od żądanych charakterystyk magnetronu.
W komorze anodowej umieszczone jest źródło elektronów w postaci tlenkowej katody ogrzewanej oporowym żarnikiem. We wnętrzu komory jest próżnia, a przewody wyprowadzone są na zewnątrz w szczelnych przepustach np. szklanych. W czasie pracy magnetronu wytwarza się bardzo duża ilość ciepła, do którego odprowadzenia służy specjalnie użebrowany pierścień chłodzący obejmujący cały blok anodowy (radiator). W zależności od mocy magnetronu jest on chłodzony powietrzem (np. mikrofalówka), albo płaszczem wodnym (radiolokacja).
Pole magnetyczne wytwarzane jest przez silny magnes o nabiegunnikach przylegających do czołowych powierzchni bloku anodowego, przez co linie pola magnetycznego są równoległe do wnęk (rezonatorów). Wyjście wysokiej częstotliwości wyprowadzone jest z wnętrza jednego z rezonatorów za pomocą specjalnej pętli lub przez szczelinę. Energia ta przekazywana jest dalej falowodem do anteny radiolokacyjnej, lub innego odbiornika.

## Zastosowanie

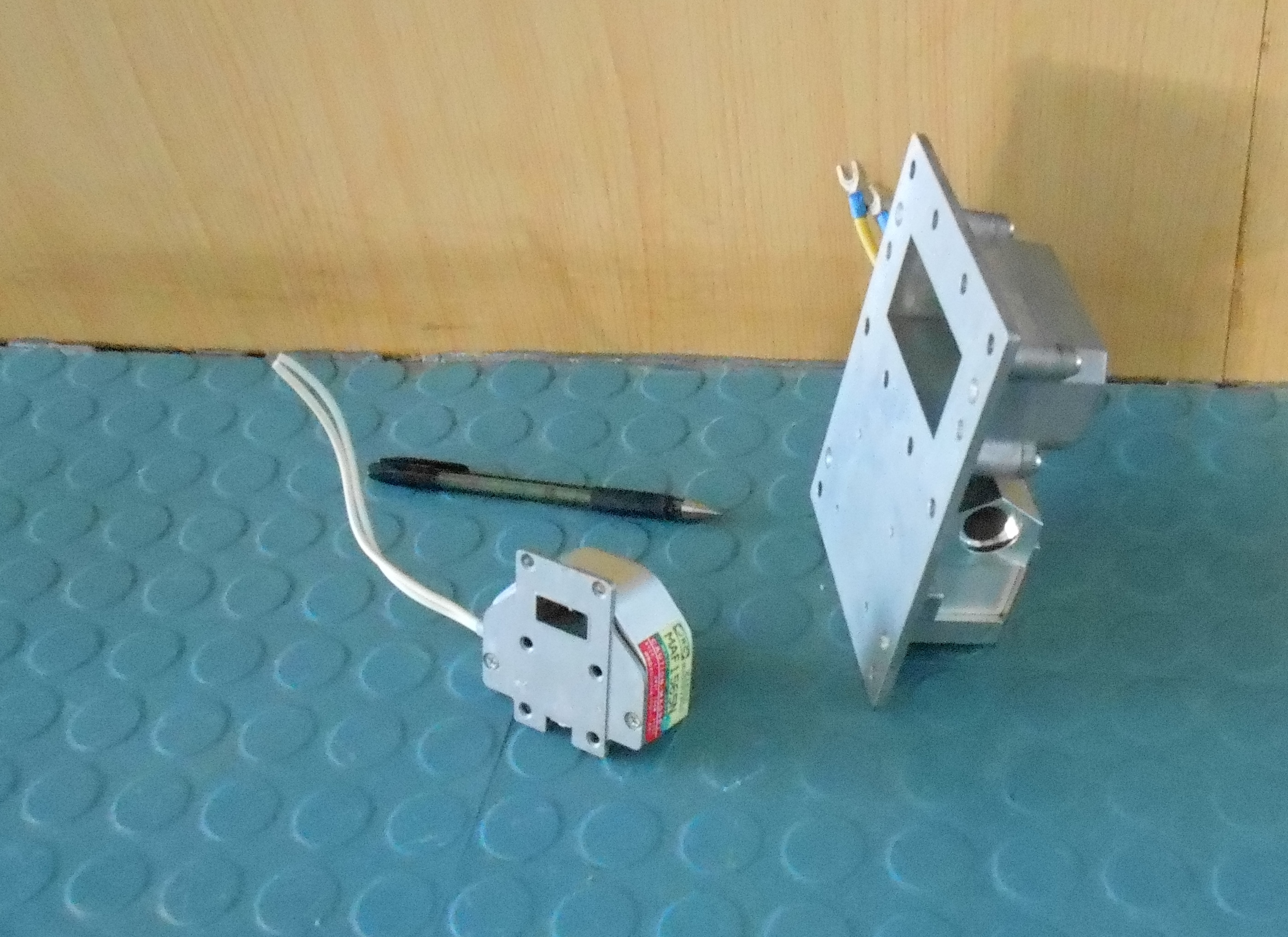
Magnetrony z radarów statkowych. Większy z radaru pasma S (fale o długości 10 cm), mniejszy z radaru pasma X (fale o długości 3 cm)

Magnetrony znalazły zastosowanie w wielu różnych dziedzinach. Jako źródło ciepła stosuje się je w kuchenkach mikrofalowych – spotykane tu magnetrony generują promieniowanie elektromagnetyczne o częstotliwości 2,45 GHz, czyli długości 12 cm i mocy zwykle od 700 do 1600 W. Innym zastosowaniem jest radiolokacja – magnetrony stosowane w radarach generują fale o długości od 3 mm do 20 cm, a ich moc sięga kilkudziesięciu kilowatów.
Magnetrony znalazły także zastosowanie w budowie lamp siarkowych.